# الأجر بالإنتاج
الأجر بالإنتاج (PbR) هو نوع من أدوات السياسة العامة حيث تتوقف المدفوعات على التحقق المستقل من الإنتاج. وتقوم عدة حكومات بالترويج لهذه الأداة بشكل كبير لزيادة فاعلية تنفيذ السياسة الداخلية.
يوجد أيضًا اهتمام متزايد في مجال التنمية الدولية، حيث يشير الأجر بالإنتاج غالبًا إلى «المعونة المستندة إلى الإنتاج» (حيث تكون العلاقة التمويلية بين الجهات المانحة والدولة المستقبلة) أو «التمويل المستند إلى الإنتاج» (حيث تكون العلاقة التمويلية بين حكومة الدولة النامية أو وكالة التنمية، ومقدمي الخدمات من القطاع العام أو الخاص). وهناك أيضًا عدد من المصطلحات الأخرى المستخدمة والتي قد تؤدي غالبًا إلى الارتباك وعدم الوضوح.
تتميز أدوات الأجر بالإنتاج بثلاث خصائص رئيسية:
- الحصول على الأجر مقابل الإنتاج المتفق عليه مسبقًا
- تقدير المستفيد لكيفية تحقيق الإنتاج
- التحقق المستقل باعتبارها أداة التحكم في الإنفاق

## السياسة المحلية
هناك العديد من نماذج الأجر بالإنتاج والتي تستخدم لتحقيق أهداف السياسة المحلية، خاصةً تقديم الخدمات الاجتماعية أو المجتمعية، مع حصول مقدم الخدمة على الأجر بالإنتاج، بدلاً من إسهاماته وعملياته. وكثيرًا ما يتم تعزيز استخدام نماذج الأجر بالإنتاج باعتبارها وسيلة لدفع تحسينات الخدمات وتحقيق زيادة في القيمة مقابل المال عن طريق مواءمة الحوافز بالنتائج المرجوة.
من الناحية العملية، قامت الحكومات بتنفيذ مجموعة متنوعة من نماذج الأجر بالإنتاج، والتي تتفاوت حسب الدرجة التي:
1. يمكن أن يعتمد فيها الأجر على تحقيق إنتاج صافي؛
2. يمكن أن تُنقل فيها المخاطر بعيدًا عن الحكومة وتتجه نحو مقدمي الخدمة.

الشكل الأوضح من أشكال الأجر بالإنتاج هو الأجر بالنتائج، الذي يسعى إلى زيادة الأجر المرتبط بالنتائج. وهنا يكون لدى المفوض (الحكومة المركزية أو المحلية) القدرة الكاملة على التعاقد على النتائج التي يريدها وتحويل المخاطر المالية المتعلقة بعدم التسليم إلى مقدمي الخدمة. ولكن، قد يواجه المفوضون عددًا من التحديات التي قد تجعل تحقيق الأجر الصافي باستخدام النهج الخاص بالنتائج إما غير عملي أو دون المستوى الأمثل فيما يتعلق بتحقيق أهداف نماذج الأجر بالإنتاج. وتنشأ هذه التحديات بشكل كبير من قدرة المفوضين على إدارة المخاطر والمسؤوليات المختلفة، خاصةً فيما يتعلق بإدراكهم للنتائج المرجوة ومقياسها.
قد تشمل التحديات النتائج التي تم تسليمها فقط خارج نطاق العائدات الخاصة بمقدم الخدمة أو المستثمر، مما يعني ضرورة استخدام الأجر المسبق أو نتيجة التفويض؛ والحصول على ثقة زائدة في أن المدخرات النقدية المستخدمة في تمويل أجور النتائج سيتم تحصيلها في نهاية المطاف (على سبيل المثال يتحول الانخفاض في إعادة المخالفة إلى انخفاض في سعة السجون)؛ وإيجاد حل تعاقدي يضمن أن تكون تكاليف المعاملات مناسبة؛ وتحديد إلى أي مدى يُعزى تحقيق النتائج إلى التدخل الفعلي وليس الخدمات الأخرى أو العوامل الأساسية. قد يجد المفوضون أيضًا إحجام مقدمي الخدمات عن قبول جميع مخاطر التسليم (على سبيل المثال، عندما يكون هناك اعتماد على الإجراءات أو السياسات الحكومية المستقبلية) أو عندما لا تستطيع الحكومة حقًا تحويل جميع مخاطر التسليم.
لا توجد حالات معروفة تخرج فيها جميع الخدمات الحكومية عن حيز التنفيذ. علاوة على ذلك، لن يكون نظام الأجر بالإنتاج دائمًا نموذجًا مثاليًا للتعاقد، خاصةً عندما يكون التسليم داخل مكان العمل هو النظام الأنسب، أو عندما يلزم الأمر وجود المزيد من التحكم في الخدمة التي يتم تسلميها.

## التنمية الدولية
هناك مجموعة من الأدوات المختلفة في مجال التنمية الدولية يمكن وصفها بأنها أداة الأجر بالإنتاج، والتي يسعى الكثير منها إلى توفير حوافز لتحقيق كل من النتائج والمخرجات من جانب حكومات الدول النامية والمؤسسات العامة والشركات التجارية ومنظمات المجتمع المدني. ومن خلال ربط الإنفاق بالنتائج يعتبر نظام الأجر بالإنتاج نظامًا بديلاً لغالبية المساعدات الإنمائية الرسمية (ODA)، التي يتم تقديمها عمومًا في شكل منح وقروض وضمانات وبالتالي يتم إنفاقها قبل التسليم.
يقول مؤيدو نظام الأجر بالإنتاج إنه من المرجح أن يحقق هذا النهج هدف التنمية المنشود، بأقل استهلاك ممكن مع منح المستفيد قدرًا كبيرًا من الحرية والدوافع للابتكار أو تحقيق الهدف المطلوب بأقل تكلفة. وتشمل الانتقادات المحتملة لهذه الأداة ضرورة حصول المستلمين على تمويل مسبق، وخطر تحقيق نتائج غير مقصودة، وارتفاع تكاليف الرصد والتحقق، وصعوبة ضبط الحوافز على المستوى الأمثل (مما يؤدي إلى خطر السلوك الباحث عن الريع).
تهتم المعونة المستندة إلى الإنتاج بتحفيز النتائج على المستوى الوطني وتضم ربط المساعدة الإنمائية الرسمية (على سبيل المثال من وكالات التنمية الثنائية أو متعددة الأطراف إلى حكومات الدول النامية) بالإنتاج القابل للتحقق، مثل الأداء مقابل واحد أو أكثر من مؤشرات النتائج، أو التنفيذ الناجح للبرامج الحكومية. ويمكن أن تشمل النتائج المحتملة عدد الأطفال الذين يجتازون أحد الاختبارات، أو تحسين معدل وفيات الرضع، أو عدد الأشخاص الذين لديهم دراية كبيرة بكيفية الحصول على الطاقة.
يهتم التمويل المستند إلى الإنتاج بتسليم النتائج الوطنية أو دون الوطنية، ويمكن أن تستخدمه حكومات الدول النامية (الوطنية أو المحلية)، أو الوكالات العامة، أو وكالات التنمية لتحفيز توفير السلع أو الخدمات، أو إنشاء الأسواق أو توسيعها، أو التشجيع على الابتكار. وقد تشمل النتائج المستهدفة المحتملة، عدد اللقاحات المقدمة، وعدد المعلمين الذين يتم تدريبهم، وعدد الوصلات الكهربائية الجديدة التي يتم توفيرها في منطقة محددة. ويضم التمويل المستند إلى الإنتاج بعض المناهج مثل المعونة المستندة إلى المخرجات (OBA).
وتشمل الأمثلة القائمة من برامج الأجر بالإنتاج الشراكة العالمية للمعونات المستندة إلى المخرجات والتمويل المستند إلى الإنتاج في مجال الصحة. ومع ذلك، تزداد الفائدة من برامج الأجر بالإنتاج في قطاع التنمية الدولية. وتختبر وزارة التنمية الدولية البريطانية المعونة النقدية مقابل التسليم (وهي أحد أشكال المعونة المستندة إلى الإنتاج) وبرامج التمويل المستندة إلى الإنتاج في عدد من الدول، وقد أطلق البنك الدولي مؤخرًا نظام البرنامج وفقًا للنتائج (P4R)، وهو أداة جديدة للإقراض المستند إلى الإنتاج، ويستكشف الاتحاد الأوروبي مناهج مستندة إلى الإنتاج لعنصر معونة الإطار المالي متعدد السنوات] في عام 2014.

## وصلات خارجية
- Energypedia[وصلة مكسورة]
- UK Audit Commission
- UK Department of Health